# کورتاژ
کورتاژ (به فرانسوی: Curetage) یک عمل جراحی به معنای تراشیدن جدار داخلی رحم به وسیله ابزاری به نام کورت رحمی است.
کورتاژ یکی از شیوه‌های سقط جنین بوده و به همین دلیل مجازاً به همین معنی به کار می‌رود.

## روش‌های مختلف کورتاژ
روش ساکشنی و سنتی: در هر دو روش، پزشک پس از ضدعفونی کردن دهانه رحم و مهبل، اسپکولوم را وارد مهبل می‌کند، بیمار به وسیله داروی بیهوشی موقت یا یک بی‌حسی موضعی، متوجه درد در ناحیه عمل نمی‌گردد.
- در کورتاژ ساکشنی یا تخلیه مکشی، جراح به وسیله وارد کردن یک لوله توخالی از دهانه رحم، به طریق مکش، بقایای بافت جنینی را از رحم بیمار خارج می‌سازد؛ این روش بسیار سریع‌تر و ایمن‌تر نسبت به روش سنتی D&C می‌باشد.
- در روش سنتی D&C پزشک به وسیله یک ابزار به شکل قاشق به نام کورت رحمی، دیواره رحم را می‌تراشد. عمل کورتاژ حدود ۱۵ تا ۲۰ دقیقه به طول می‌انجامد.